# For the Dead Travel Fast
For the Dead Travel Fast ist das fünfte Studioalbum der deutschen Psychedelic-Rock-Band Kadavar. Es wurde am 11. Oktober 2019 über Nuclear Blast veröffentlicht.

## Entstehung
Anfang des Jahres 2019 begann die Band mit den Arbeiten an ihrem neuen Album. Nach ein paar Wochen im Studio reisten die Musiker nach Rumänien, um vor dem Schloss Bran, dem „Draculaschloss“, Bandfotos zu machen. Unter anderem entstand hier auch das Albumcover sowie Ideen für Musik und den Inhalt der Texte. Laut Schlagzeuger Christoph „Tiger“ Bartelt gingen die Arbeiten an For the Dead Travel Fast erst schleppend voran. Doch die Auszeit in Rumänien habe der Band neue Inspiration gegeben. Im April 2019 verlängerte die Band ihren Vertrag mit Nuclear Blast, der nach drei Studioalben ausgelaufen war.
Aufgenommen wurde For the Dead Travel Fast in bandeigenen Blue Wall Studio. Es befindet sich im Berliner Stadtteil Neukölln in der Nähe der Sonnenallee und dem Neuköllner Schifffahrtskanal. Bereits das Vorgängeralbum Rough Times wurde hier eingespielt, jedoch war das Studio damals noch nicht fertig gestellt. Unter anderem verwendete die Band von der Firma Siemens hergestellte Rundfunktechnik aus den 1960er Jahren. Laut Christoph „Tiger“ Bartelt konnte die Band „speziell durch den neuen Regieraum ihre Ideen besser verwirklichen als je zuvor“. Das Lied Saturnales wurde vom Bassisten Simon „Dragon“ Bouteloup eingesungen. For the Dead Travel Fast wurde von der Band produziert, komplett analog aufgenommen und gemischt.
Ursprünglich sollte das Album am 20. September 2019  erscheinen. Für das Lied The Devil’s Master wurde auf der Insel Fuerteventura ein Musikvideo gedreht, in dem neben den Musikern die Schauspielerin Lucie Aron zu sehen ist. Weitere Musikvideos gab es für die Lieder Children of the Night und Demons in My Mind.

## Hintergrund
Der Albumtitel stammt aus der Ballade Lenore von Gottfried August Bürger. Auf der Reise nach Rumänien kam den Musikern die Idee, Texte über alte Sagen und Horrorfilme zu schreiben. Dabei bezog sich die Band insbesondere auf Horrorfilme der 1970er Jahre und speziell auf den Film Nosferatu – Phantom der Nacht von Werner Herzog mit Klaus Kinski als Hauptdarsteller.

„Was ist für Menschen überhaupt Horror, und wie menschlich sind diese Figuren letzlich? […] In jedem von uns ist wahrscheinlich ein Klaus Kinski. Wir lassen den nur nicht so weit raus wie er.“

Das Lied The Devil’s Master handelt laut Schlagzeuger Christoph „Tiger“ Bartelt von „den schlimmsten Vorstellungen der Menschen, der Anziehungskraft des Horrors und dem verführerischen Duft des Anrüchigen“. So wie es „nur allzu menschlich ist, sich seinen Ängsten ausgeliefert zu fühlen, so nachvollziehbar erscheint es, im Angesicht des Todes der Faszination des Bösen nachzugeben“. Außerdem gehe es um die Vorstellung des Bösen in verschiedenen Kulturen. Im dazugehörigen Musikvideo würde laut Christoph „Lupus“ Lindemann „jeder jeden bekämpfen“, aber „am Ende würde keiner gewinnen“.
Poison ist laut Christoph „Tiger“ Bartelt ein Appell, Quellen für Informationen „stets kritisch zu hinterfragen und sich seine eigene Meinung zu bilden“. Viele vermeintliche Informationen wären „vergiftet“. Als Beispiel nannte er Politiker der AfD, die besonders gut darin seien, die Wahrheit in ihrem Sinne umzudichten. Das Lied Long Forgotten Song sollte ursprünglich auf dem zweiten Studioalbum Abra Kadavar erscheinen, was jedoch nicht klappte. Zwischenzeitlich sei das Lied in Vergessenheit geraten und wieder hervorgeholt worden, als der Band ein Lied für das aktuelle Album fehlte. Textlich ist das Lied ein Rückblick auf die naiven Anfangstage der Band.

## Rezeption

### Rezensionen
Für Jonas A. M. Erbaş vom Onlinemagazin Metal.de ist For the Dead Travel Fast „angesichts der Hitdichte, des grandiosen Songwritings und der hörbaren Entwicklung der Band“ das beste Kadavar-Album bisher. Das Album weist „nahezu keine Schwächen auf und setzt in Sachen Atmosphäre, Kreativität und Sound noch einmal eine Wagenladung auf den ebenfalls schon gelungenen Vorgänger Rough Times drauf“ und „besitzt grundsätzlich das Potential, KADAVAR unsterblich zu machen“. Erbaş vergab neun von zehn Punkten. Holger Stratmann vom Magazin Rock Hard hob die „überraschend abwechselungsreich gestalteten Strukturen der Songs im Detail hervor“, die „eben nicht das klassische Strophe/Refrain/Solo-Muster“ liefern. Die Produktion wäre „gewohnt unperfekt, roh und satt“. Lediglich das gut gemeinte Long Forgotten Song „wirke ein bißchen wie ein Fremdkörper auf dem Album“. Stratmann vergab 8,5 von zehn Punkten.
Daniel Lindhorst vom Onlinemagazin Powermetal.de schrieb, dass die „wie üblich live aufgenommenen Instrumente und die Oldschool-Produktion auch ganz ohne übertrieben hinzugefügtes Geknistere oder ähnliche Unsinnigkeiten für echtes Proto-Feeling sorgen“ und das „Gesamtkonzept des Trios so äußerst stimmig machen“. Mit einem Seitenblick auf die Titel Saturnales und Long Forgotten Song würden „die Bartträger vielleicht gut daran tun, mal über einen etwas längeren Abstand bis zum kommenden Langspieler nachzudenken“. Lindhorst vergab 7,5 von zehn Punkten.

### Chartplatzierungen
| ChartsChartplatzierungen | Höchstplatzierung | Wochen |
| ------------------------ | ----------------- | ------ |
| Deutschland (GfK)        | 8 (3 Wo.)         | 3      |